# 필순
필순(筆順)은 한자의 필획을 조합해가는 순서를 말한다. 한자의 서체를 구성하는 중요한 요소 중 하나이다.

## 같이 보기
- 필획
- 가로쓰기와 세로쓰기